# Kanton Aix-en-Provence-2
Der Kanton Aix-en-Provence-2 ist ein französischer Wahlkreis im Département Bouches-du-Rhône in der Region Provence-Alpes-Côte d’Azur. Er umfasst einen Teilbereich der Gemeinde Aix-en-Provence. Durch die landesweite Neuordnung der französischen Kantone wurde er 2015 neu geschaffen.

## Gemeinden
Der Kanton besteht aus dem südlichen Teil der Stadt Aix-en-Provence mit insgesamt 74.711 Einwohnern (Stand: 2022):

## Politik
| Vertreter im Departementrat | Vertreter im Departementrat     | Vertreter im Departementrat |
| Amtszeit                    | Namen                           | Partei                      |
| --------------------------- | ------------------------------- | --------------------------- |
| 2015–                       | Danièle Brunet Jean-Marc Perrin | UD                          |